# أم دنقيس
أُمّ دِنْقِيس وين دِنْقِيس
  (الاسم العلمي:Schilbe mystus) (بالإنجليزية: African butter catfish) هو نوع من الأسماك يتبع جنس الشيلب من فصيلة الشيلبيات. وهي سمكة تعيش في النيل ولها حسّاسات (barbels) حول الفم.